# Полонені в російсько-українській війні (з 2014)
Полонені в ході російсько-української війни — особи, які були взяті в полон в ході російської збройної агресії проти України, починаючи з 2014 року. В статті подано інформацію про військових та цивільних полонених.

## Загальна кількість полонених українців
| динаміка зміни кількості українців у полоні | динаміка зміни кількості українців у полоні | динаміка зміни кількості українців у полоні | динаміка зміни кількості українців у полоні | динаміка зміни кількості українців у полоні | динаміка зміни кількості українців у полоні | динаміка зміни кількості українців у полоні | динаміка зміни кількості українців у полоні | динаміка зміни кількості українців у полоні | динаміка зміни кількості українців у полоні | динаміка зміни кількості українців у полоні | динаміка зміни кількості українців у полоні | динаміка зміни кількості українців у полоні | динаміка зміни кількості українців у полоні |
| ------------------------------------------- | ------------------------------------------- | ------------------------------------------- | ------------------------------------------- | ------------------------------------------- | ------------------------------------------- | ------------------------------------------- | ------------------------------------------- | ------------------------------------------- | ------------------------------------------- | ------------------------------------------- | ------------------------------------------- | ------------------------------------------- | ------------------------------------------- |
|                                             |                                             |                                             |                                             |                                             |                                             |                                             |                                             |                                             |                                             |                                             |                                             |                                             |                                             |
|                                             |                                             |                                             |                                             |                                             |                                             |                                             | 01.09.2014                                  | 13.09.2014                                  |                                             | 15.11.2014                                  |                                             | 21.12.2014                                  | 27.12.2014                                  |
| 680▲                                        | 853▲                                        | 703▼                                        | 635▼                                        | 490▼                                        |                                             |                                             |                                             |                                             |                                             |                                             |                                             |                                             |                                             |
|                                             |                                             |                                             |                                             |                                             |                                             |                                             | 31.08.2015                                  |                                             |                                             |                                             |                                             | 25.12.2015                                  |                                             |
| 157▼                                        | 131▼                                        |                                             |                                             |                                             |                                             |                                             |                                             |                                             |                                             |                                             |                                             |                                             |                                             |
|                                             |                                             | 12.03.2016                                  |                                             |                                             |                                             |                                             |                                             |                                             |                                             |                                             |                                             |                                             |                                             |
| 128▼                                        |                                             |                                             |                                             |                                             |                                             |                                             |                                             |                                             |                                             |                                             |                                             |                                             |                                             |
| 24.01.2017                                  |                                             |                                             | 05.04.2017                                  | 06.05.2017                                  | 23.06.2017                                  | 31.07.2017                                  |                                             |                                             |                                             | 14.11.2017                                  | 24.11.2017                                  | 26.12.2017                                  | 29.12.2017                                  |
| 110▼                                        | 121▲                                        | 128▲                                        | 132▲                                        | 137▲                                        | 157▲                                        | 162▲                                        | 170▲                                        | 103▼                                        |                                             |                                             |                                             |                                             |                                             |
|                                             | 12.02.2018                                  |                                             |                                             |                                             |                                             |                                             |                                             |                                             |                                             |                                             |                                             |                                             | 16.12.2018                                  |
| 112▲                                        | 102▼                                        |                                             |                                             |                                             |                                             |                                             |                                             |                                             |                                             |                                             |                                             |                                             |                                             |
|                                             |                                             |                                             |                                             |                                             |                                             |                                             | 07.09.2019                                  |                                             |                                             |                                             |                                             |                                             | 30.12.2019                                  |
| 227▲                                        | 300▲                                        |                                             |                                             |                                             |                                             |                                             |                                             |                                             |                                             |                                             |                                             |                                             |                                             |
|                                             |                                             |                                             |                                             |                                             |                                             |                                             |                                             |                                             | 10.10.2020                                  |                                             |                                             |                                             |                                             |
| 251▼                                        |                                             |                                             |                                             |                                             |                                             |                                             |                                             |                                             |                                             |                                             |                                             |                                             |                                             |
|                                             |                                             |                                             | 07.04.2021                                  |                                             | 24.06.2021                                  |                                             |                                             |                                             |                                             |                                             |                                             |                                             |                                             |
| 280▲                                        | 285▲                                        |                                             |                                             |                                             |                                             |                                             |                                             |                                             |                                             |                                             |                                             |                                             |                                             |
|                                             |                                             |                                             |                                             |                                             |                                             |                                             | 25.09.2022                                  | 30.09.2022                                  |                                             |                                             |                                             |                                             | 30.12.2022                                  |
| 2 500▲                                      | 2 200▼                                      | 3 392▲                                      |                                             |                                             |                                             |                                             |                                             |                                             |                                             |                                             |                                             |                                             |                                             |
|                                             | 07.02.2023                                  |                                             |                                             |                                             |                                             |                                             |                                             |                                             |                                             | 17.11.2023                                  |                                             |                                             |                                             |
| 3 000▼                                      | 3 500▲                                      |                                             |                                             |                                             |                                             |                                             |                                             |                                             |                                             |                                             |                                             |                                             |                                             |

## Протягом 2014-2021

### У війні на сході України
2014: станом на 13 вересня, у полоні бойовиків на Донбасі перебувало 853 людини, ще 408 вважалися зниклими безвісти. Станом на 22 жовтня, з полону бойовиків було звільнено 822 людини, які з початку конфлікту в Донбасі вважалися зниклими безвісти або полоненими. Станом на 15 листопада, у полоні бойовиків на Донбасі перебувало 703 українських громадян. 26—27 грудня відбувся обмін 150 громадян України на 222 бойовиків.
2015: 26—27 серпня відбувся обмін 12 громадян України на 12 бойовиків. Станом на 25 грудня, з полону росіян було звільнено 2 957 осіб, 131 заручник залишався у полоні.
2016: протягом року з полону бойовиків було звільнено 16 українських заручників.
2017: 2 серпня 18 полонених бойовиків відмовилися від обміну, обравши кращим варіантом перебувати в українській в'язниці. Станом на 7 вересня, з полону було звільнено 3 138 осіб. Станом на 14 листопада, в полоні бойовиків перебувало 157 українців, 404 — вважалися зниклими безвісти. 27 грудня  відбувся обмін 74 полонених українців на 306 полонених бойовиків. Вдалося обміняти 73 українських полонених на 233 російських бойовиків, інші 73 бойовики відмовилися повертатися на не підконтрольну Україні територію, з них 43 бойовики, що відбули свій термін ув'язнення, були випущені на волю. Також одна жінка, полонена бойовиками українка, відмовилась переходити на підконтрольну Україні територію через те, що її сім'я залишилась на окупованій території. Серед звільнених був також Ігор Козловський, всесвітньо відомий вчений та громадський діяч.
2018: станом на 25 червня, було звільнено 3 244 полонених. Станом на 16 грудня, в полоні на Донбасі знаходилось 102 українських полонених, з них 13 — військових, та 89 — цивільних. На території окупованої Донецької області 76 цивільних та 7 військових, Луганської — 13 цивільних та 6 військових.
2019: станом на 18 лютого, в полоні на Донбасі перебував 41 військовослужбовець, з яких 4 — потрапило в полон у 2019 році. 
2020: станом на 11 грудня, на тимчасово окупованих територіях Донбасу у полоні (військовослужбовці та цивільні) перебувало 251 громадянин України.
2021: станом на червень у списку України для обміну полоненими з ОРДЛО перебувало 285 осіб.

### Полонені на території Росії та окупованого Криму
Станом на 9 листопада 2018 року, в полоні Росії та на окупованих нею територіях Криму та Донбасу знаходилося близько 600 військових та політичних українських в'язнів.
25 листопада 2018 року, в ході атаки Російських військ ЧФ, ФСБ та ПС на Українські кораблі ВМС поблизу керченської протоки було захоплено в полон 24 українських військових моряків.
Станом на 28 листопада 2018 року, за проукраїнську позицію, у російський полон потрапили 88 громадян України, з яких 14 були звільнені або обміняні на полонених російських військових.
7 вересня 2019 року, уповноважена Верховної Ради України з прав людини  Людмила Денісова заявила, що Росія утримує на своїй території та в анексованому Криму 110 громадян України.

## Після повномасштабного вторгнення 2022-2025

### Статистика повернених військовополонених
| звільнені у ході обмінів полоненими | звільнені у ході обмінів полоненими |
| ----------------------------------- | ----------------------------------- |
|                                     |                                     |
| місяць                              | звільнені                           |
|                                     |                                     |
| 2022                                |                                     |
| березень                            | 19                                  |
| квітень                             | 297                                 |
| травень                             | 41                                  |
| червень                             | 172                                 |
| липень                              | 5                                   |
| серпень                             | 0                                   |
| вересень                            | 219                                 |
| жовтень                             | 212                                 |
| листопад                            | 247                                 |
| грудень                             | 317                                 |
| 2023                                |                                     |
| січень                              | 50                                  |
| лютий                               | 217                                 |
| березень                            | 130                                 |
| квітень                             | 314                                 |
| травень                             | 151                                 |
| червень                             | 100                                 |
| липень                              | 43                                  |
| серпень                             | 22                                  |
| вересень                            | 0                                   |
| жовтень                             | 2                                   |
| листопад                            | 0                                   |
| грудень                             | 0                                   |
| 2024                                |                                     |
| січень                              | 437                                 |
| лютий                               | 100                                 |
| березень                            | 0                                   |
| квітень                             | 0                                   |
| травень                             | 75                                  |
| червень                             | 90                                  |
| липень                              | 96                                  |
| серпень                             | 115                                 |
| вересень                            | 152                                 |
| жовтень                             | 95                                  |
| листопад                            | 0                                   |
| грудень                             | 189                                 |
| 2025                                |                                     |
| січень                              | 25                                  |
| лютий                               | 150                                 |
| березень                            | 197                                 |
| квітень                             | 277                                 |
| травень                             | 1 205                               |
| всього:                             | 5 857                               |

### 2022
16 березня 2022 року в результаті спецоперації був звільнений із російського полону мер Мелітополя. 21 вересня в ході масштабного обміну полоненими між Україною та Росією було звільнено 215 захисників України, серед яких 108 бійців полку «Азов», прикордонники, поліцейські, моряки, нацгвардійці, бійці ТрО, митники, цивільні та 10 іноземців. Їх обміняли на 55 російських окупантів та Віктора Медведчука. За домовленістю, п'ятеро командирів «Азову» залишились в Туреччині, де перебуватимуть до кінця війни під захистом президента країни Реджепа Ердогана. Всього з 24 лютого по 22 вересня вдалося повернути з полону 802 громадян України, близько 2 500 на той момент залишалися в полоні. Станом на 2 жовтня Україна провела вже 24 обміни та повернула 808 осіб з російського полону, повідомила заступниця міністра оборони Ганна Маляр. 5 грудня в результаті спецоперації було звільнено 2 українських морпіха. Починаючи з 20 травня 2022 року, вдалося повернути додому тіла 869 загиблих українських військових, станом на 27 грудня 2022. На 30 грудня у російському полоні перебували 3 392 українських військовослужбовців. 

### 2023
Станом на 8 січня 2023 року загалом від початку російського вторгнення вдалося повернути додому 1 646 осіб — військових та цивільних, вдалося провести 36 обмінів полоненими. 7 лютого 2023 року стало відомо що з початку повномасштабної війни з полону вдалося повернути понад 1 700 українців, ще близько 3 000 захисників залишаються в неволі. 17 лютого із полону було звільнено заступника мера Енергодара, який був у неволі майже рік. років  10 березня стало відомо що полоненого українського правозахисника Максима Буткевича суд окупантів засудив до 13 років колонії. 21 квітня стало відомо що від початку повномасштабного вторгнення Україна повернула з полону РФ 2 235 осіб, близько 20% мали статус зниклих безвісти. 11 червня бійці Російського добровольчого корпусу заявили, що передали за обміном російській стороні 11 полонених, захоплених у боях біля Нової Таволжанки в Бєлгородській області. 15 червня стало відомо що затриманий у серпні 2016 і засуджений у Криму у справі «українських диверсантів» Андрій Захтей повернувся в Україну. 6 липня було повернути двох викрадених росіянами дітей. Станом на 19 липня відомо про близько 700 полонених бійців «Азову» які перебувають у російському полоні. 17 липня Міжнародний комітет Червоного Хреста підтвердив статус полоненого міського голови Херсона Ігоря Колихаєва. 2 грудня Володимир Зеленський повідомив в інтерв'ю Associated Press що Україна продовжує наповнювати обмінний фонд, обміни полоненими з рф тривають, проте часто це відбувається непублічно. Відомо про неофіційний обмін полоненими який пройшов 21 грудня 2023 року.

### 2024
3 січня 2024 року стало відомо що у російському полоні залишаються 900 «азовців» з Маріуполя. це  25 лютого уповноважений Верховної Ради з прав людини Дмитро Лубінець озвучив цифру у 28 000 цивільних українців які перебувають у полоні російського режиму: журналісти, представники місцевого самоврядування, церков, міжнародні представники. 26 березня генеральний прокурор України Андрій Костін озвучив цифру у щонайменше 10 000 цивільних заручників, з них щонайменше 5 600 постраждало від тортур окупантів. Згідно матеріалу опублікованому у DW 27 березня 2024, у 2023 році РФ передала Угорщині 11 українських військовополонених родом із Закарпаття нібито через їхнє угорське походження. 29 березня Олександр Сирський заявив що під час виходу з Авдіївки у полон потрапили 25 українських військових. 4 липня стало відомо що загін спеціальної розвідки ВМС ЗС України «Янголи» провів багатоетапну спеціальну операцію по евакуації з тимчасово окупованої території України воїна 36 ОБрМП. 17 серпня на брифінгу міністр внутрішніх справ повідомив що у російському полоні наразі перебуває 1 917 працівників Міністерства внутрішніх справ України, з яких 1 368 – це захисники «Азовсталі». 14 вересня, під час чергового обміну полоненими, була озвучена цифра у 3 672 осіб, що були повернені з полону за час повномасштабної війни. 31 жовтня відомо про обмін декількох полонених що відбувся в Курській області.

### 2025
9 червня 2025 року розпочався обмін військовополоненими між Україною та Росією у рамках минулотижневих домовленостей у Стамбулі, що триватиме в декілька етапів. 10 червня відбувся другий етап масштабного обміну полоненими. 12 червня відбувся третій етап великого обміну: з російського полону повернули важкопоранених і тяжкохворих захисників. 14 червня були повернуті важкохворі, тяжкопоранені та молоді військові. 19 червня з російського полону звільнено групу важкохворих захисників. 20 червня відбувся ще один етап звільнення полонених: додому повернулися солдати і сержанти. Це було чергове повернення військових із тяжкими пораненнями і хворобами. 26 червня відбувся черговий обмін полоненими: додому повернулися воїни ЗСУ, Нацгвардії, ДПСУ. Більшість із них були в полоні з 22-го року. 4 липня Україна та Росія провели черговий обмін полоненими (більшість українців були в полоні з 2022 року). 23 липня було проведено новий, девʼятий етап обміну військовополоненими. Додому повернулися важкохворі й тяжкопоранені захисники, стало відомо що за всі етапи останніх стамбульських домовленостей вдалося повернути більш ніж 1000 полонених. 14 серпня Україна та РФ провели новий обмін полоненими за формулою «84 на 84».

## Зниклі без вісти
На 30 грудня 2022 близько 15 000 людей (разом з цивільними) – вважалися зниклими безвісти. 
Станом на квітень 2023 року більше 7 000 українських військовослужбовців вважаються зниклими безвісти. 2 травня за даними МВС офіційно підтверджено близько 23 000 осіб, які вважаються безвісти зниклими за особливих обставин – внаслідок воєнних дій. Станом на 1 листопада було відомо про 28 000 осіб, які вважаються безвісти зниклими починаючи з початку повномасштабного вторгнення, з яких близько 8 000 – у Донецькій та Луганській областях.
Станом на 14 травня 2024 року до Єдиного реєстру зниклих за надзвичайних обставин осіб внесли майже 37 000 громадян України. Серед них — діти, цивільні й військові. У вересні була оприлюднена інформація про те що в Україні розшукується 46 285 зниклих безвісті.
Станом на початок лютого 2025 року розшук тривав щодо 62 948 людей (і військових і цивільних).

### Страти та тортури полонених
Станом на 19 червня 2017 року, ГПУ повідомила про те, що має свідчення про 134 полонених українців, які були страчені бойовиками проросійських збройних угруповань та військовослужбовцями Збройних сил РФ. Згідно з доповіддю правозахисників громадської організації «Мирний берег», оприлюдненої у червні 2017 року, ними зафіксовано 79 страт, які були вчинені бойовиками проросійських збройних угруповань.
15 травня 2018 року було зібрано свідчення 138 військових і цивільних осіб, які потрапляли в полон до російських бойовиків. На основі свідчень було складено звіт «Підвали.rar», де наведено неспростовні докази тортур над цивільним населенням та солдатами ЗСУ, нелюдського поводження, що принижує гідність людини, вбивств полонених, імітації розстрілів, вербування у збройні сили бойовиків, використання неповнолітніх для «служби» в незаконних збройних формуваннях та фактів сексуального насильства.
На 12 червня 2018 року СБУ було зібрано документальні свідчення майже 500 українських громадян — колишніх заручників в ОРДЛО про конкретні факти фізичних катувань і психологічних знущань під час перебування у полоні.

### Увʼязнення військовополонених
Станом на лютий 2024 року відомо про щонайменше 118 українських військовополонених, засуджених російською владою у сфабрикованих справах.
У порушення Женевської конвенції 1949 року, вже з квітня 2022 року стало відомо що РФ утримує полонених українських вояків у колоніях загального режиму, не здійснивши перепрофілювання в'язниць у табори для військовополонених. Російські збройні сили та підтримувані нею терористичні угруповання продовжують систематично та зухвало порушувати норми міжнародного гуманітарного права в Україні. Російські фіктивні судові процеси повністю нівелюють основоположні принципи міжнародного гуманітарного права і спрямовані на де-факто легітимізацію помсти військовополоненим за те, що вони воювали на захист своєї країни, це вказувє на вчинення тяжкого порушення міжнародного гуманітарного права за статтею 130 Третьої Женевської конвенції та воєнного злочину позбавлення справедливого судового розгляду за статтею 8(2)(a)(vi) Римського статуту.

## Полонені росіяни

### Протягом 2014-2021

#### Бойовики
Станом на 8 листопада 2014 року, під охороною СБУ та МВС перебувало близько 250—300 бойовиків. Ще близько сотні терористів знаходились під охороною у батальйонах. Всього 350—400 полонених.
Станом на 23 листопада 2017 року, на території України перебувало 386 ув'язнених бойовиків, 80 з яких — були засуджені за особливо тяжкі злочини скоєні в зоні проведення АТО.
Протягом 2018 року працівники СБУ затримали 54 учасники терористичних організацій «ЛНР» і «ДНР»

#### Кадрові російські військові
Станом на 11 червня 2015 року, за повідомленням керівника Головного слідчого управління СБУ Василя Вовка, в Україні утримуються під вартою 13 військовослужбовців Російської Федерації, а у списку осіб, по яким СБУ веде розслідування, перебуває 54 громадян РФ.
Станом на 17 листопада 2017 року, з початку війни, в український полон було взято — 25 кадрових російських військових.

#### Російські громадяни
За даними видання Московский Комсомолец, в українських в'язницях та слідчих ізоляторах станом на травень 2017 року знаходилися сотні членів окупаційних корпусів, серед яких чимало росіян. Точне їх число — нікому не відоме. У проросійському середовищі ходять чутки, що обмін за формулою «всіх на всіх» гальмується Україною, що має намір дочекатися трибуналу у Гаазі і засудити їх як воєнних злочинців.
Станом на 29 грудня 2017 року, за даними уповноваженої Верховної Ради з прав людини Валерії Лутковської, в українських в'язницях перебувають близько 320 громадян РФ, з яких близько 20 брали участь в бойових діях на Донбасі та в Криму.
Станом на 15 березня 2018 року, в Україні є понад 20 упійманих на Донбасі росіян, яких вона готова обміняти на політв'язнів, незаконно утримуваних в РФ.

### Після повномасштабного вторгнення з 2022 року
Станом на 19 березня 2022 року було відомо про 562 полонених російських військовослужбовців. 5 жовтня цього ж року була озвучена цифра у 400 захоплених військовослужбовців ЗС РФ у ході Слобожанського контрнаступу ЗСУ. 7 листопада стало відомо що в Україні через велику кількість російських військовополонених найближчим часом відкриється новий табір для їх утримання.
15 серпня 2024 року відбулося одне з наймасовіших взяттів окупантів у полон: 14 воїнів ЦСО «А» СБУ захопили 102 російських військових в Курській області, серед них бійці підрозділу «Ахмат», загалом відомо про понад 2 000 російських полонених за два тижні боїв у серпні в Курській і Бєлгородській областях,.

### Утримання російських військовополонених
З березня 2022 р. до червня 2024 р. Мін'юст створив 4 табори та понад 50 дільниць для утримання російських військовополонених, витративши на це 294,2 млн гривень.

## Обмін решток історичних постатей
Після того як росіяни відступаючи в 2022 році викрали рештки Потьомкіна з Херсону у 2024 році в Україні запропонували обміняти рештки Столипіна та інших важливих для Росії діячів на українських полонених.